# Iraklion
Iraklion (grško Ηράκλειο, latinizirano: Irákleio) je največje mesto in upravno središče grškega otoka Kreta. Ima  177.064 prebivalcev in je četrto najštevilčnejše mesto v Grčiji. S primestnimi območji šteje 211.370 prebivalcev. Podatki so iz popisa prebivalstva leta 2011. 
5,5 km jugovzhodno od mesta je starodavna minojska palača v Knososu, za atenskim Partenonom drugo najbolj obiskano arheološko najdišče v Grčiji.

## Ime
Arabski izgnanci iz Andaluzije, ki so v prvi četrtini 9. stoletja osvojili Kreto in ustanovili Kretski emirat (824/827–961 n. št.), so preselili prestolnico otoka iz Gortine v novozgrajen  grad, ki so ga poimenovali rabḍ al-ḫandaq (arabsko ربض الخندق). Ime gradu je bilo helenizirano v Handaks ali Handakas in latinizirano v Kandija. Slednje ime je prevzelo več evropskih jezikov in se je včasih nanašalo na cel otok. V osmanskem obdobju se je mesto imenovalo Kandiye. 
Po bizantinski ponovni osvojitvi Krete okoli leta 961 je bilo mesto lokalno znano kot Megalo Kastro (slovensko Veliki grad), njegove prebivalce pa so imenovali Kastrinoi (slovensko prebivalci gradu). 
Starodavno ime Herakl(e)ion (Ηράκλειον) je bilo oživljeno v 19. stoletju. Ime izhaja iz starodavnega potopljenega pristaniškega mesta Herakleion, ki se je nahajalo blizu ustja Kanopskega rokava Nila in je bilo potopljeno do ponovnega odkritja v 2000. letih. 

## Zgodovina

### Minojsko obdobje
V bližini Irakliona so ruševine Knososa, ki je bil v minojskem času največje naselje na Kreti. V iraklionski četrti Poros-Katsambas je bilo od začetka zgodnjega minojskega obdobja (3500 do 2100 pr. n. št.) pristanišče Knososa. 

### Antika
Po padcu Minojcev je Iraklion, tako kot na splošno cela Kreta, opustel in se zelo počasi razvijal. Nekaj malega se je začelo graditi šele s prihodom Rimljanov. V poznem rimskem in zlasti v zgodnjem bizantinskem obdobju je postal središče piratov in razbojnikov.

### Kretski emirat
Sedanji Iraklion so leta 824 ustanovili Saraceni pod vodstvom Abu Hafsa Umarja, ki jih je iz Al Andaluza pregnal emir Al Hakam I. Zasedli so celo Kreto, ki je bila v posesti Bizantinskega cesarstva. Okoli mesta so izkopali obrambni jarek in mesto poimenovali rabḍ al-ḫandaq (ربض الخندق, grad ob jarku, helenizirano kot Handak). Postal je glavno mesto Kretskega emirata (ok. 827–961). Saraceni so dovolili piratom, da pristanišče uporabljajo za svoje varno zatočišče. Pirati so ropali predvsem bizantinske ladje in otoke v Egejskem morju.

### Bizantinsko obdobje
Leta 960 so se na Kreti izkrcale bizantinske sile pod poveljstvom kasnejšega cesarja Nikiforja II. Fokasa in napadle mesto. Po dolgotrajnem obleganju je mesto marca 961 padlo. Mestne Saracene so Bizantinci pobili, mesto pa izropali in do tal požgali. Na istem mestu so zgradili novo mesto, ki je bilo v bizantinski posesti naslednjih 243 let. 

### Beneško obdobje
Po četrti križarski vojni je Kreto je leta 1204 mesto kupila Beneška republika kot del zapletenega političnega dogovora, ki je med drugim na bizantinski prestol vrnil odstavljenega vzhodnorimskega cesarja Izaka II. Angela. Benečani so izboljšali obrambo mesta z izgradnjo ogromnih utrdb, ki večinoma še vedno stojijo, vključno z velikanskim obzidjem  s 7 bastijoni in trdnjavo v pristanišču. Obzidje je ponekod debelo 40 metrov. Čandak so preimenovali v Kandijo, ki je postala sedež kandijskega vojvode. Beneško upravno okrožje Kreta je postalo znano kot Kandijsko kraljestvo  (Regno di Candia). Da bi utrdili svojo oblast, so začeli Benečani leta 1212 v mesto naseljevati družine iz Benetk. Soobstoj dveh različnih kultur in spodbuda italijanske renesanse sta sprožila razcvet umetnosti, zdaj znan kot kretska renesansa.

### Osmansko obdobje
Med Kandijsko vojno (1645–1669) so Osmani mesto oblegali 21 let od leta 1648 do 1669, kar je bilo najdaljše obleganje v  do takrat znani zgodovini. V zadnji fazi obleganja, ki je trajala 22 mesecev, je padlo 70.000 Turkov, 38.000 Krečanov in sužnjev ter 29.088 katoliških branilcev mesta.  Osmanska vojska pod albanskim velikim vezirjem Köprülüzade Fazıl Ahmed pašo je  leta 1669 osvojila mesto. 
Pod Osmansko vladavino je bila Kandija preimenovana v Kandiye (osmansko turško قانديه) in bila do leta 1849 glavno mesto Kretskega ejaleta (Girit Eyâleti). Vlogo glavnega mesta je takrat prevzela Hanija (Hanya), Kandija pa je postaja središče sandžaka. Grki so jo običajno imenovali Veliki grad (Megalo kastro). 
V osmanskem obdobju se je pristanišče zamuljilo, zato se je večina ladijskega prometa preusmerila v Hanijo na zahodu otoka.

### Sodobno obdobje
Potres ob severni obali Krete 12. oktobra 1856 je uničil večino od več kot 3600 domov v mestu. Nedotaknjenih je ostalo le 18 domov. Nesreča je v Iraklionu zahtevala 538 žrtev.
Leta 1898 je bila ustanovljena avtonomna Kretska država pod otomanskoblastjo z grškim princem Jurijem kot visokim komisarjem in pod mednarodnim nadzorom. V obdobju neposredne okupacije otoka s strani velikih sil (1898–1908) je bila Kandija del britanske cone. V tem času se je mesto preimenovalo v Iraklion, po rimskem pristanišču Heraklej (Heraklejevo mesto), katerega natančna lokacija v delti Nila ni znana. 
Leta 1913 je bil Iraklion s preostalim delom Krete vključen v Kraljevino Grčijo. Leta 1971 je namesto Hanije ponovno postal glavno mesto Krete.

## Geografija

### Lega
Iraklion je približno na sredini severne obale otoka Kreta, ki je dolga 250 km in široka do 70 km. Je na obalni nižini pred rodovitnim hribovitim območjem neposredno v zalivu v Egejskem morju, približno štiri kilometre severno od ruševin kompleksa minojske palače v Knososu.
Kreta in s tem tudi Iraklion je zelo obiskana turistična destinacija od aprila do oktobra. Razdalja do drugih mest na Kreti je 130 km do Hanije, 75 km do Retimna, 60 km do Agios Nikolaosa, 90 km do Ierapetre in 120 km do Sitie.

### Mestna struktura in sosednje skupnosti
Iraklion je razdeljen na pet občinskih okrožij, ki ustrezajo območjem občin, ki so bile združene leta 2011. Prej obstoječe skupnosti še naprej obstajajo kot mestne četrti (z več kot 2000 prebivalci) ali krajevne skupnosti in volijo lokalne predstavnike. Poleg tega je bilo osrednje mesto Iraklion leta 2014 razdeljeno na štiri okrožja.
Na zahodu mesto zdaj meji na občino Malevizi, na jugu na Gortino, na jugovzhodu na Archanes-Asterousia in na vzhodu na Hersonisos.

### Podnebje
Podnebje na Kreti je sredozemsko. Od januarja do marca je vreme običajno nestabilno. V gorah pogosto zapade sneg. Hiter dvig temperature je značilen za mesec april in maj; večina rastlin ima v tem času glavno obdobje cvetenja. Meseci od junija do avgusta so zelo vroči in večinoma suhi. Počasno ohlajanje se začne od septembra in traja do oktobra. Zaradi visokih gora na Kreti se vremenske razmere pogosto hitro spremenijo in nastanejo vetrovi, ki se okrepijo v nevihte, podobne orkanom.
Iraklion je na severni obali otoka Kreta. Podnebje tukaj velja za zmerno in suho, toplo. Od maja do septembra skorajda ni padavin, v povprečju pa sonce sije 70 odstotkov dni v letu. Od začetka meritev leta 1949 so povprečne letne temperature nihale med 17,5 °C in 20,5 °C.

## Razvoj prebivalstva
Od priključitve Grčiji je mesto doživelo izjemno rast prebivalstva.
Čeprav je Iraklion med drugo svetovno vojno utrpel hudo uničenje, so številni ljudje iz od vojne razdejanih kretskih gorskih vasi iskali novo življenje v mestu. Na obrobju so nastala slumi. Nekatere od njih so šele v šestdesetih letih 20. stoletja nadomestili preprosti stanovanjski kompleksi. Vendar se je izseljevanje s podeželja nadaljevalo in nova mestna okrožja so se množila brez urbanističnega načrtovanja.
Zaradi vključitve v začetku leta 2011 je Iraklion postal četrto največje mesto v Grčiji (po številu prebivalcev).

## Mestne znamenitosti
Najstarejši in najbolj obiskan arhitekturni spomenik je palača v Knososu na obrobju mesta. 
V mestu sta dva veliki srednjeveški cerkvi: cerkev sv. Petra, zgrajena med letoma 1248 in 1253, in cerkev sv. Odrešenika, ki pripada avguštincem. Njihov samostan na trgu Kornaros so leta 1970 porušili.
Drugi spomeniki iz benečanskega obdobja so bazilika sv. Marka in renesančna loža ob Levjem trgu (1626–1628). 
Okoli zgodovinskega mestnega jedra Irakliona je vrsta obrambnih zidov, bastionov in drugih utrdb, zgrajenih pred beneškim obdobjem, ki jih je Beneška republika v celoti obnovila in nadgradila. Utrdbe so se 21 let upirale obleganju osmanske vojske, preden je mesto leta 1669 padlo v osmanske roke. Obleganje je bilo najdaljše v dokumentirani zgodovini. V pristaniškem delu mesta sta trdnjava Koules (Castello a Mare), obzidje in arzenal. 
Ohranjenih je veliko vodnjakov iz beneškega obdobja: Bembo, Priuli, Palmeti, Sagredo in Morosini na Levjem trgu (1628). 
Arhitekturo 19. stoletja predstavljata stolnica sv. Tita, zgrajena leta 1869 kot Jeni Cami (Nova mošeja), in stolnica Agios Minas (1862–1895). 
Primer moderne arhitekture v Iraklionu je Arheološki muzej, ki ga je med letoma 1937 in 1940 zgradil arhitekt Patroklos Karantinos. 
Po mestu je mogoče najti več skulptur, kipov in doprsnih kipov, postavljenih v spomin na pomembne dogodke in osebnosti iz zgodovine mesta in otoka, kot so El Greco, Vitsentzos Kornaros, Nikos Kazantzakis in Eleftherios Venizelos.
- Knossos
- Dominikanska cerkev sv. Petra
- Bazilika sv. Marka
- Beneška loža
- Morosinijeva fontana
- Beneško obzidje, vrata Kristusa Pantokratorja
- Trdnjava Koules
- Stolnica sv. Tita
- Stolnica Agios Minas
- Cerkev sv. Petra dominikancev, zgrajena v 12. stoletju